# Journée de la visibilité lesbienne
La Journée de la visibilité lesbienne, aussi appelée journée de visibilité lesbienne, désigne un ensemble de journées célébrées à différentes dates de par le monde et qui visent à célébrer l'identité, l'histoire et la culture lesbienne, de mettre en avant des modèles lesbiens et de lutter contre la lesbophobie et notamment l'effacement des lesbiennes.
Elle se célèbre généralement le 26 avril, dans différents pays du monde. La date varie dans certains pays d'Amérique latine. Une journée internationale des lesbiennes (International Lesbian Day) est célébré en Australie et en Nouvelle-Zélande le 8 octobre.

## Histoire

### 1982 - 2005: les précurseuses
Les lesbiennes canadiennes, et particulièrement québécoises, sont les premières à organiser une journée de visibilité lesbienne, le 2 octobre 1982. Cette première journée est conçue comme un évènement interne aux lesbiennes afin de renforcer les liens communautaires, en complément d'une autre journée d'actions politiques réalisée la même année en mars. Au cours de la décennie 1980, les mots d'ordre évoluent, la visibilité devient un outil politique permettant au mouvement de se connecter aux lesbiennes isolées ; les éditions 1987 et 1988, quant à elles, introduisent une focalisation sur la culture et l'histoire lesbienne. Deux autres éditions ont ensuite lieu, en 1989 puis en 1992, puis l'action n'est plus renouvelée avant 2005.
En Nouvelle-Zélande, une première marche lesbienne a lieu en 1980. En Australie, le premier évènement de ce type est organisé le 13 octobre 1990 à Melbourne. Depuis, la journée se tient le 8 octobre.
Au Brésil, la première journée de visibilité lesbienne est le 29 août 1996 ; créée dans le cadre du Premier Séminaire de Lesbiennes et Bisexuel(le)s, organisé à Rio de Janeiro la même année, cette date est conservée par la suite,,,.

### À partir de 2005: le renouveau
La journée de la visibilité lesbienne est célébrée depuis 2008 mais ses origines sont floues.
Son objectif est de visibiliser la place qu'occupent les lesbiennes dans l'espace public, et de mettre en avant des modèles lesbiens dans la société,,, sachant que les lesbiennes vivent une double discrimination : celle liée à leur genre ainsi que celle liée à leur orientation sexuelle. C'est également une journée pour promouvoir l'égalité des droits, en particulier en matière de mariage homosexuel, de santé sexuelle, de justice, de la prise en compte du caractère lesbophobe dans les agressions et les crimes ou encore de la procréation médicalement assistée,,,.
Dans divers pays comme la Belgique, la Colombie, l'Espagne, les États-Unis, l'Équateur, la France, l'Italie ,, le Mexique, le Pérou, la Suisse et le Venezuela, cette journée a lieu le 26 avril.
En Argentine, cette commémoration a lieu le 7 mars depuis 2011, en mémoire de Natalia « La Pepa » Gaitán ,,,, une femme de 27 ans qui a été assassiné par le beau-père de sa fiancée en 2011 parce qu'elle était lesbienne,.

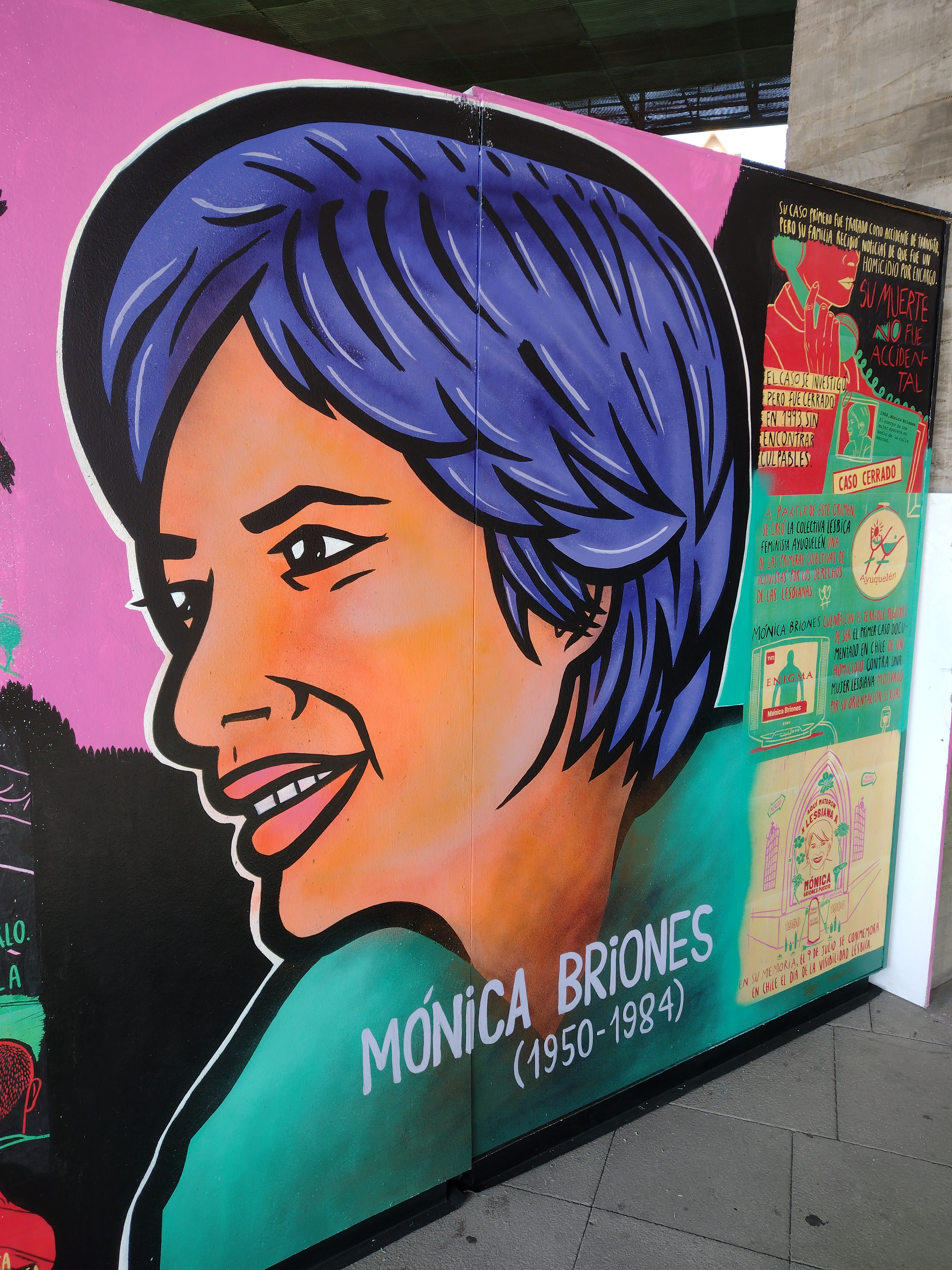
Fresque murale représentant Mónica Briones située sur l'accès au Musée de la Mémoire et des Droits Humains

Au Chili, la journée est fêtée depuis 2015, le 9 juillet, en commémoration du meurtre de Mónica Briones Puccio en 1984,, documenté comme étant le premier crime lesbophobe du pays, , mais aussi en clin d'œil à la fondation de la première organisation lesbienne du pays en 1983, la Colectiva Lésbica Ayuquelén,.
Au Paraguay, la journée est célébrée le 16 septembre de chaque année. En 1993, à cette date, un groupe de lesbiennes du centre pénitentiaire Buen Pastor d'Asunción, dirigées par Feliciana « Chana » Colonelle, ont réclamé justice et égalité de droits pour la première fois dans le pays.